# Willa Arthura Bredschneidera w Poznaniu
Willa Arthura Bredschneidera w Poznaniu – zabytkowa willa zlokalizowana w Poznaniu przy ul. Podkomorskiej 9 (róg Miecznikowskiej) na osiedlu Abisynia (Grunwald, Kasztelanów).

## Historia i architektura
Budynek wzniesiono ściśle według szczegółowych wytycznych dotyczących zagospodarowania Abisynii. Adam Ballenstedt, który był twórcą projektu willi, poznał inwestora, Arthura Bredschneidera (dyrektora fabryki Maggi na Głównej) najprawdopodobniej podczas procesu projektowania nowych zabudowań fabrycznych w 1931. Modernistyczny, dwukondygnacyjny dom, na tle sąsiednich willi, jest budynkiem nieco mniejszym, jednak mocno zaakcentowanym od frontu trzema niewielkimi otworami okiennymi i daszkiem przecinającym optycznie bryłę od lewa do drzwi wejściowych. Tuż nad daszkiem architekt zaplanował dwa niewielkie, poziome okienka mające za zadanie doświetlenie klatki schodowej. Akcenty z klinkierowej cegły dekorują fasadę, współgrając z podestem schodów wejściowych i łącząc wizualnie budynek główny z garażem, który został zbudowany wbrew restrykcyjnym regulacjom osiedla. Całość willi stanowią dwie, minimalnie przesunięte względem siebie, harmonijnie współgrające bryły. Od zachodu zbudowano balkon, a pod nim obszerny taras. Wszystkie pokoje na piętrze połączone są ze sobą drzwiami dwuskrzydłowymi, gdyż syn inwestora poruszał się na wózku inwalidzkim (cierpiał na porażenie mózgowe). Elewację otynkowano w barwie jasnej sepii. Porasta ją dzikie wino.